# 케모카인
케모카인(영어: chemokine; 고대 그리스어 χῠμείᾱ (khumeíā)  'alchemy' 및 κῑ́νησῐς (kī́nēsis) '움직임') 또는 주화성 사이토카인은 백혈구뿐만 아니라 다른 방향성 운동을 유도하는 세포에서 분비하는 작은 사이토카인 또는 신호 전달 단백질 계열이다. 케모카인은 숙주 면역 반응의 활성화에 중요한 역할을 하는 것 외에도 형태 형성 및 상처 치유를 포함한 생물학적 과정과 암과 같은 질병의 발병 기전에 중요하다.사이토카인 단백질은 행동과 구조적 특성에 따라 케모카인으로 분류된다. 케모카인은 주화성을 매개하는 것으로 알려져 있을 뿐만 아니라, 모두 질량이 약 8~10 킬로달톤이며, 3차원 형태를 형성하는 데 핵심적인 4개의 시스테인 잔기가 보존된 위치에 있다.
이러한 단백질은 역사적으로 사이토카인의 SIS 계열, 사이토카인의 SIG 계열, 사이토카인의 SY 계열, 혈소판 인자-4 슈퍼 계열 또는 인터크린을 포함한 여러 다른 이름으로 알려져 왔다. 일부 케모카인은 염증을 유발하는 것으로 간주되며, 면역 반응 중에 감염 부위로 면역계의 세포를 모집하기 위해 유도될 수 있는 반면, 다른 케모카인은 항상성으로 간주되어 조직의 유지 또는 발달의 정상적인 과정 동안 세포의 이동을 조절하는데 관여한다. 케모카인은 모든 척추동물, 일부 바이러스, 일부 박테리아에서 발견되지만 다른 무척추동물에서는 발견되지 않는다.
케모카인은 CXC, CC, CX3C 및 C의 4가지 주요 서브패밀리로 분류된다. 이 모든 단백질은 표적 세포의 표면에서 선택적으로 발견되는 케모카인 수용체라고 불리는 G 단백질 연결 수용체와 상호 작용함으로써 생물학적 효과를 발휘한다.

## 기능

감염되거나 손상된 세포에서 방출되는 케모카인은 농도 구배를 형성한다. 유인된 세포는 더 높은 농도의 케모카인을 향해 기울기를 통해 이동한다.

케모카인의 주요 역할은 세포의 이동을 유도하는 화학작용제 역할을 하는 것이다. 케모카인에 의해 끌어 들여지는 세포는 케모카인의 원천을 향해 케모카인의 농도가 증가하는 신호를 따른다. 일부 케모카인은 림프구를 림프절로 유도하는 등 면역 감시 과정에서 면역계의 세포를 제어하여 이러한 조직에 존재하는 항원 제시 세포와 상호 작용하여 병원체의 침입을 차단할 수 있다. 이들은 항상성 케모카인으로 알려져 있으며, 원천 세포를 자극할 필요 없이 생성되고 분비된다. 일부 케모카인은 혈관신생(새로운 혈관의 성장)을 촉진하거나 세포 성숙에 중요한 신호를 제공하는 조직으로 세포를 유도한다. 다른 케모카인은 염증성이고, 세균 감염, 바이러스, 통풍에서 발생하는 실리카 또는 요산 결정과 같은 물리적 손상을 일으키는 물질에 반응하여 다양한 세포에서 방출된다. 이들의 방출은 종종 인터루킨 1과 같은 염증성 사이토카인에 의해 자극된다. 염증성 케모카인은 주로 백혈구의 화학 유인제로서 기능하며, 혈액에서 감염 또는 조직 손상 부위로 단핵구, 호중구, 기타 효과기 세포를 모집한다. 특정 염증성 케모카인은 세포를 활성화시켜 면역 반응을 일으키거나 상처의 치유를 촉진한다. 이들은 많은 다른 종류의 세포에 의해 방출되고 선천 면역 체계와 적응 면역 체계 양쪽의 세포들을 안내하는 역할을 한다.

## 기능별 유형
케모카인은 기능적으로 두 그룹으로 나뉜다.
- 항상성(Homeostatic): 특정 조직에서 구성적으로 생성되며 기저 백혈구 이동을 담당한다. 여기에는 CCL14, CCL19, CCL20, CCL21, CCL25, CCL27, CXCL12 및 CXCL13이 포함된다. 그 중 CCL20은 염증성 케모카인으로도 작용할 수 있다.[5] 항상성 케모카인은 흉선과 림프조직에서 생성된다. 귀소(homing)에서의 항상성 기능이 가장 잘 나타나는 예시는 케모카인 CCL19와 CCL21(림프절 및 림프 내피 세포에서 발현됨)과 수용체 CCR7(이들 장기로 귀소(homing)하기 위한 세포에서 발현됨)이다. 이러한 리간드를 사용하는 것은 적응 면역 반응 동안 림프절로 항원 제시 세포(APC)를 전달하는 것이 가능하다. 다른 항상성 케모카인 수용체로는 CCR9, CCR10, CXCR5가 있다. CCR9은 장내 백혈구의 이동을, CCR10은 피부로, CXCR5는 림프절의 난포로의 B세포의 이동을 지원한다. 또한 골수에서 구성적으로 생성되는 CXCL12(SDF-1)는 골수 미세 환경에서 전구체 B 세포의 증식을 촉진한다.[6][7]
- 염증성(Inflammatory): 이들은 병리학적 조건( IL-1 , TNF-알파 , LPS 또는 바이러스 와 같은 전염증 자극에 대해)에서 형성되고 면역 세포를 염증 부위로 유인하는 염증 반응에 적극적으로 참여한다. 예시로 CXCL-8 , CCL2 , CCL3 , CCL4 , CCL5 , CCL11 , CXCL10 등이 있다.[8] 대표적인 예로 CXCL-8이 있는데, 호중구의 화학작용제 역할을 한다. 항상성 케모카인 수용체와는 대조적으로, 결합 수용체 및 염증성 케모카인과 관련된 중요한 중복성이 있다. 이러한 특징 때문에 이 영역의 수용체 특이적 치료법에 대한 연구가 복잡해 지기도 한다.[7]

## 유인된 세포별 유형
- 단핵구 / 대식세포: 염증 부위에 이러한 세포를 끌어들이는 주요 케모카인은 CCL2, CCL3, CCL5, CCL7, CCL8, CCL13, CCL17, CCL22이다.
- T 림프구: 염증 부위에 T 림프구를 모으는 데 관여하는 4가지 주요 케모카인은 CCL2, CCL1, CCL22, CCL17이다. 또한, T세포의 활성화 후에 T세포에 의한 CXCR3 발현이 유도되고, 활성화된 T세포는 IFN-y 유도성 케모카인 CXCL9, CXCL10 및 CXCL11이 분비되는 염증 부위로 유인된다.[9]
- 비만세포: 표면에서 CCR1, CCR2, CCR3, CCR4, CCR5, CXCR2, CXCR4 등의 케모카인에 대한 여러 수용체를 발현한다. 이러한 수용체 CCL2와 CCL5의 리간드는 폐에서 비만 세포의 모집과 활성화에 중요한 역할을 한다. 또한 CXCL8이 비만세포를 억제할 수 있다는 증거가 있다.
- 호산구: 호산구의 다양한 조직으로의 이동은 CCL11, CCL24, CCL26, CCL5, CCL7, CCL13, CCL3의 여러 케모카인을 포함한다. 케모카인 CCL11(eotaxin)과 CCL5(RANTES)는 호산구 표면에 있는 특정 수용체 CCR3를 통해 작용하며, 호산구가 병변으로 처음 유입되는 데 필수적인 역할을 한다.
- 호중구: 주로 CXC 케모카인에 의해 조절된다. 예를 들어 CXCL8(IL-8)은 호중구에 대한 화학 유인제이며, 호중구의 대사 및 탈분해를 활성화한다.[10]

## 구조적 특성

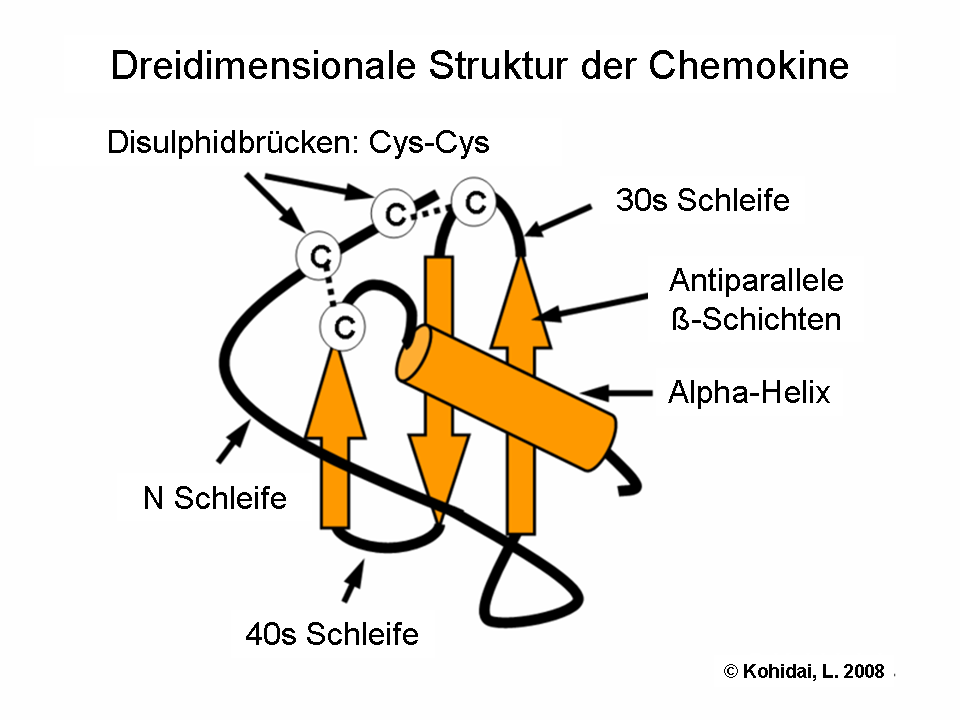
모든 케모카인은 보존된 시스테인 잔기 사이의 이황화 결합에 의해 안정화되는 전형적인 그리스 키 구조를 공유한다.

단백질은 세포를 유인하는 능력뿐만 아니라 구조적 특성에 따라 케모카인 계열로 분류된다. 모든 케모카인은 분자량이 8~10 kDa 사이로 작은 편이다. 이들은 약 20-50%의 유사성을 가지고 있으며, 이는 즉 유전자 서열과 아미노산 서열 상동성을 공유한다는 것을 의미한다. 이들은 또한 케모카인의 특징인 그리스 키 모양을 만들기 위해 서로 쌍으로 상호작용하는 4개의 시스테인과 같이 3차원 또는 3차 구조를 만드는 데 중요한 보존된 아미노산을 가지고 있다. 분자 내 이황화 결합은 일반적으로 첫 번째에서 세 번째, 그리고 두 번째에서 네 번째 시스테인 잔기와 결합하며, 케모카인의 단백질 서열에서 나타나는 대로 번호가 매겨진다.

전형적인 케모카인 단백질은 세포에서 분비되는 과정에서 분자의 활성(성숙한) 부분으로부터 절단되는 약 20개의 아미노산의 신호 펩타이드로 시작하여 프로펩타이드로 생성된다. 케모카인의 첫 두 시스테인은 성숙된 단백질의 N 말단 근처에 서로 가까이 위치하며, 세 번째 시스테인은 분자의 중심에 있고 네 번째 시스테인은 C 말단 가까이에 있다. 약 10개의 아미노산으로 이루어진 루프는 처음 두 개의 시스테인을 따르며, N-루프로 알려져 있다. 그 다음에는 310나선, 3개의 β-시트, 그리고 C말단 α-나선이라고 불리는 단일 회전 나선이 뒤따른다. 이러한 나선과 가닥은 30, 40, 50s 루프와 연결되며 세 번째와 네 번째 시스테인은 30, 50s 루프에 위치한다.

## 구조별 유형
| 명칭       | 유전자 | 다른 명칭                           | 수용체                 | UniProt |
| ---------- | ------ | ----------------------------------- | ---------------------- | ------- |
| CCL1       | Scya1  | I-309, TCA-3                        | CCR8                   |         |
| CCL2       | Scya2  | MCP-1                               | CCR2                   | P13500  |
| CCL3       | Scya3  | MIP-1a                              | CCR1                   | P10147  |
| CCL4       | Scya4  | MIP-1β                              | CCR1 , CCR5            | P13236  |
| CCL5       | Scya5  | RANTES                              | CCR5                   | P13501  |
| CCL6       | Scya6  | C10, MRP-2                          | CCR1                   | P27784  |
| CCL7       | Scya7  | MARC, MCP-3                         | CCR2                   | P80098  |
| CCL8       | Scya8  | MCP-2                               | CCR1, CCR2, CCR5       | P80075  |
| CCL9/CCL10 | Scya9  | MRP-2, CCF18, MIP-1?                | CCR1                   | P51670  |
| CCL11      | Scya11 | Eotaxin                             | CCR2, CCR3, CCR5       | P51671  |
| CCL12      | Scya12 | MCP-5                               |                        | Q62401  |
| CCL13      | Scya13 | MCP-4, NCC-1, Ckβ10                 | CCR2, CCR3, CCR5       | Q99616  |
| CCL14      | Scya14 | HCC-1, MCIF, Ckβ1, NCC-2, CCL       | CCR1                   | Q16627  |
| CCL15      | Scya15 | Leukotactin-1, MIP-5, HCC-2, NCC-3  | CCR1, CCR3             | Q16663  |
| CCL16      | Scya16 | LEC, NCC-4, LMC, Ckβ12              | CCR1, CCR2, CCR5, CCR8 | O15467  |
| CCL17      | Scya17 | TARC, dendrokine, ABCD-2            | CCR4                   | Q92583  |
| CCL18      | Scya18 | PARC, DC-CK1, AMAC-1, Ckβ7, MIP-4   |                        | P55774  |
| CCL19      | Scya19 | ELC, Exodus-3, Ckβ11                | CCR7                   | Q99731  |
| CCL20      | Scya20 | LARC, Exodus-1, Ckβ4                | CCR6                   | P78556  |
| CCL21      | Scya21 | SLC, 6Ckine, Exodus-2, Ckβ9, TCA-4  | CCR7                   | O00585  |
| CCL22      | Scya22 | MDC, DC/β-CK                        | CCR4                   | O00626  |
| CCL23      | Scya23 | MPIF-1, Ckβ8, MIP-3, MPIF-1         | CCR1                   | P55773  |
| CCL24      | Scya24 | Eotaxin-2, MPIF-2, Ckβ6             | CCR3                   | O00175  |
| CCL25      | Scya25 | TECK, Ckβ15                         | CCR9                   | O15444  |
| CCL26      | Scya26 | Eotaxin-3, MIP-4a, IMAC, TSC-1      | CCR3                   | Q9Y258  |
| CCL27      | Scya27 | CTACK, ILC, Eskine, PESKY, skinkine | CCR10                  | Q9Y4X3  |
| CCL28      | Scya28 | MEC                                 | CCR3, CCR10            | Q9NRJ3  |

| 명칭   | 유전자 | 다른 명칭                 | 수용체       | Uniprot |
| ------ | ------ | ------------------------- | ------------ | ------- |
| CXCL1  | Scyb1  | Gro-a, GRO1, NAP-3, KC    | CXCR2        | P09341  |
| CXCL2  | Scyb2  | Gro-β, GRO2, MIP-2a       | CXCR2        | P19875  |
| CXCL3  | Scyb3  | Gro-?, GRO3, MIP-2β       | CXCR2        | P19876  |
| CXCL4  | Scyb4  | PF-4                      | CXCR3B       | P02776  |
| CXCL5  | Scyb5  | ENA-78                    | CXCR2        | P42830  |
| CXCL6  | Scyb6  | GCP-2                     | CXCR1, CXCR2 | P80162  |
| CXCL7  | Scyb7  | NAP-2, CTAPIII, β-Ta, PEP |              | P02775  |
| CXCL8  | Scyb8  | IL-8, NAP-1, MDNCF, GCP-1 | CXCR1, CXCR2 | P10145  |
| CXCL9  | Scyb9  | MIG, CRG-10               | CXCR3        | Q07325  |
| CXCL10 | Scyb10 | IP-10, CRG-2              | CXCR3        | P02778  |
| CXCL11 | Scyb11 | I-TAC, β-R1, IP-9         | CXCR3, CXCR7 | O14625  |
| CXCL12 | Scyb12 | SDF-1, PBSF               | CXCR4, CXCR7 | P48061  |
| CXCL13 | Scyb13 | BCA-1, BLC                | CXCR5        | O43927  |
| CXCL14 | Scyb14 | BRAK, bolekine            |              | O95715  |
| CXCL15 | Scyb15 | Lungkine, WECHE           |              | Q9WVL7  |
| CXCL16 | Scyb16 | SRPSOX                    | CXCR6        | Q9H2A7  |
| CXCL17 | VCC-1  | DMC, VCC-1                |              | Q6UXB2  |

| 명칭 | 유전자 | 다른 명칭                    | 수용체 | Uniprot |
| ---- | ------ | ---------------------------- | ------ | ------- |
| XCL1 | Scyc1  | Lymphotactin a, SCM-1a, ATAC | XCR1   | P47992  |
| XCL2 | Scyc2  | Lymphotactin β, SCM-1β       | XCR2   | Q9UBD3  |

| 명칭   | 유전자 | 다른 명칭                        | 수용체 | Uniprot |
| ------ | ------ | -------------------------------- | ------ | ------- |
| CX3CL1 | Scyd1  | Fractalkine, Neurotactin, ABCD-3 | CX3CR1 | P78423  |

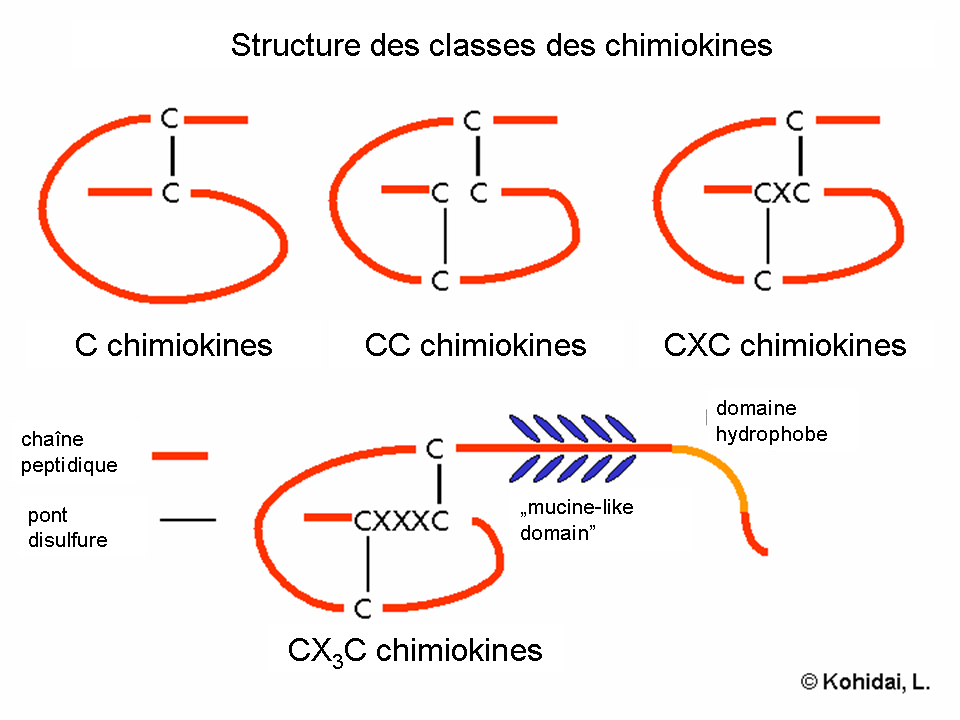

케모카인 계열의 구성원은 처음 두 개의 시스테인 잔기의 간격에 따라 네 그룹으로 나뉜다. 따라서 케모카인의 명명법은 다음과 같다. CCL1은 케모카인의 CC 계열 리간드 1에 해당하며 CCR1은 각각의 수용체에 해당된다.

### CC 케모카인
CC 케모카인(또는 β-케모카인) 단백질은 아미노 말단 근처에 인접한 2개의 시스테인(아미노산)을 가지고 있다.  CC 케모카인 리간드(CCL)는 CCL-1에서 -28까지 포유류에 대해 적어도 27개의 별개의 구성원들이 보고되었다(CCL10은 CCL9와 동일). 이 서브패밀리의 케모카인은 일반적으로 4개의 시스테인(C4-CC 케모카인)을 포함하지만 소수의 CC 케모카인은 6개의 시스테인(C6-CC 케모카인)을 가지고 있다. C6-CC 케모카인에는 CCL1, CCL15, CCL21, CCL23 및 CCL28이 있다.  CC 케모카인은 단세포와 NK 세포 및 수지상 세포와 같은 다른 유형의 세포의 이동을 유도한다.
CC 케모카인의 예로는 단세포가 혈류를 떠나 주변 조직으로 들어가 조직 대식세포가 되도록 유도하는 단세포 화학 유인제 단백질-1(MCP-1 또는 CCL2)이 있다.
CCL5(RANTES)는 수용체 CCR5 를 발현하는 T 세포, 호산구 및 호염기구 와 같은 세포를 끌어들인다.
혈장에서 증가된 CCL11 수준 은 마우스 및 인간의 노화 및 감소된 신경 발생과 관련이 있다.

### CXC 케모카인
CXC 케모카인(또는 α-케모카인)의 두 N-말단 시스테인은  "X"로 명명된 하나의 아미노산으로부터 분리된다. 포유류에서는 17개의 각기 다른 CXC 케모카인이 있는데, CXC 모티프의 첫 번째 시스테인 바로 직전에 글루탐산-루신-아르기닌의 특정 아미노산 배열(또는 모티프)이 있는 것(ELR-양성)과 ELR 모티프가 없는 것(ELR-음성) 2개의 카테고리로 세분화 할 수 있다. ELR 양성 CXC 케모카인은 특히 호중구 의 이동을 유도하고 케모카인 수용체 CXCR1 및 CXCR2 와 상호작용 한다. ELR 양성 CXC 케모카인의 예는 인터루킨-8(IL-8)로 이는 호중구가 혈류를 떠나 주변 조직으로 들어가도록 유도한다. CXCL13과 같이 ELR 모티프가 없는 다른 CXC 케모카인은 림프구에 화학작용을 하는 경향이 있다. CXC 케모카인은 CXC 케모카인 수용체에 결합하며, 이 중 7개는 CXCR1-7로 명명되었다.

### C 케모카인
세 번째 케모카인 그룹은 C 케모카인(또는 γ 케모카인)으로 알려져 있으며 두 개의 시스테인만 있다는 점에서 다른 모든 케모카인과 다르다: 하나의 N-말단 시스테인 및 하나의 시스테인 다운스트림. 이 하위 그룹에 대해 두 가지 케모카인이 설명되었으며 XCL1( 림포택틴 -α) 및 XCL2( 림포택틴 -β)라고 한다. XCL1과 XCL2는 많은 유전적, 기능적 유사성을 지니긴 하나 XCL2는 쥐에서는 발견되지 않고 인간에게서만 발견되는 것으로 알려져있다. XCL1과 그의 수용체인 XCR1은 교차 제시 , 항원 흡수, 선천성 및 후천성 세포독성 면역 유도 등에 관여한다. XCL2는 XCR1을 발현하는 세포의 화학주성을 유도한다.

### CX3C 케모카인
네 번째 그룹도 발견되었으며 구성원은 두 시스테인 사이에 3개의 아미노산을 가지며 CX 3 C 케모카인(또는 d-케모카인)이라고 한다. 현재까지 발견된 유일한 CX3C 케모카인은 프랙트알킨 (또는 CX3CL1)이다. 이는 분비되고 이를 발현하는 세포의 표면에 연결되어 화학 유인 물질과 접착 분자 로 작용한다.

## 수용체
추가 정보: Chemokine receptor
케모카인 수용체는 백혈구 표면에서 발견되는 7개의 막횡단 도메인을 포함하는 G 단백질 연결 수용체이다. 현재까지 약 19개의 다른 케모카인 수용체가 보고 되었으며, 결합하는 케모카인 유형에 따라 4개의 패밀리로 나뉜다: CXC 케모카인에 결합하는 CXCR , CC 케모카인에 결합하는 CCR , 단독 CX3C 케모카인에 결합하는 CX3CR1 (CX3CL1) 및 두 개의 XC 케모카인(XCL1 및 XCL2)에 결합하는 XCR1. 이들은 각각 많은 구조적 특성을 공유하는데 크기가 비슷하고(약 350개의 아미노산을 가지고 있음), 짧은 산성의 N 말단, 3개의 세포내 친수성 고리와 3개의 세포외 친수성 고리를 가진 7개의 나선막 통과 도메인, 그리고 수용체 조절에 중요한 세린과 트레오닌 잔기를 포함하는 세포내 C 말단을 가지고 있다. 케모카인 수용체의 처음 두 개의 세포외 루프에는 각각 보존된 시스테인 잔기가 있어 이들 루프 사이에 이황화 다리를 형성할 수 있다. G 단백질은 케모카인 수용체의 C 말단에 결합되어 수용체 활성화 후 세포 내 신호 전달이 가능한 반면, 케모카인 수용체의 N 말단 도메인은 리간드 결합 특이성을 결정한다.

### 신호 변환
케모카인 수용체는 리간드 결합 후 세포 신호를 전달하기 위해 G 단백질과 결합한다. 케모카인 수용체에 의한 G 단백질의 활성화는 포스포리파아제 C(PLC)로 알려진 효소의 후속적인 활성화를 유발한다. PLC는 포스파티딜리노시톨 (4,5)-이중인산 (PIP2)이라는 분자를 세포 내 신호를 유발하는 이노시톨 삼인산 (IP3)과 디아실글리세롤 (DAG)로 알려진 2차 전달자로 절단한다. DAG는 PKC(단백질 키나제 C )라는 또 다른 효소를 활성화하고 IP3는 칼슘 방출을 유발한다. 이러한 사건은 주화성, 탈과립, 슈퍼옥사이드 음이온의 방출 및 케모카인 수용체가 있는 세포 내에서 인테그린이라고 하는 세포 접착 분자의 결합력 변화와 같은 반응을 생성하는 많은 신호 전달 캐스케이드(예: MAP 키나제 경로)를 촉진한다.

## 감염 조절
β케모카인 RANTES, MIP(대식세포 염증성 단백질) 1α, 1β(현재는 CCL5, CCL3, CCL4)가 HIV-1을 억제한다는 발견이 감염 조절에 대한 첫 연결고리가 되었고, 이러한 분자들이 생체 내 면역 반응의 일부로 감염을 제어할 수 있으며, 그러한 억제제의 지속적인 전달이 장기적인 감염 통제 능력을 가지고 있다는 것을 의미한다. 항원 유도 증식 반응, HIV 감염에서 더 유리한 임상 상태 및 감염 위험이 있는 피험자의 비감염 상태와의 케모카인 생산의 연관성은 HIV 감염의 자연적인 과정을 통제하는데 있어 이들 분자의 긍정적인 역할을 시사한다.

## 같이 보기
- 주변분비 신호

## 참고 문헌
1. 1 2  《Experimental cell research: ECR : emphasizing molecular approaches to cell biology.》 (영어). 1950.
2. ↑  Charo, Israel F.; Ransohoff, Richard M. (2006년 2월 9일). “The Many Roles of Chemokines and Chemokine Receptors in Inflammation”. 《New England Journal of Medicine》 354 (6): 610–621. doi:10.1056/NEJMra052723. ISSN 0028-4793. PMID 16467548.
3. ↑  Davenport, R. D. (2009년 4월). “An introduction to chemokines and their roles in transfusion medicine”. 《Vox Sanguinis》 (영어) 96 (3): 183–198. doi:10.1111/j.1423-0410.2008.01127.x.
4. ↑  Mélik-Parsadaniantz, Stéphane; Rostène, William (2008년 7월 31일). “Chemokines and neuromodulation”. 《Journal of Neuroimmunology》 (영어) 198 (1): 62–68. doi:10.1016/j.jneuroim.2008.04.022. ISSN 0165-5728. PMID 18538863.
5. 1 2  Zlotnik, Albert; Burkhardt, Amanda M.; Homey, Bernhard (2011년 9월). “Homeostatic chemokine receptors and organ-specific metastasis”. 《Nature Reviews Immunology》 (영어) 11 (9): 597–606. doi:10.1038/nri3049. ISSN 1474-1741.
6. ↑  Le, Yingying; Zhou, Ye; Iribarren, Pablo; Wang, Jiming (2004년 4월). “Chemokines and chemokine receptors: their manifold roles in homeostasis and disease”. 《Cellular & Molecular Immunology》 1 (2): 95–104. ISSN 1672-7681. PMID 16212895.
7. 1 2  Graham, Gerard J.; Locati, Massimo (2013년 1월). “Regulation of the immune and inflammatory responses by the 'atypical' chemokine receptor D6”. 《The Journal of Pathology》 229 (2): 168–175. doi:10.1002/path.4123. ISSN 1096-9896. PMID 23125030.
8. ↑  Zlotnik, Albert; Yoshie, Osamu (2012년 5월 25일). “The Chemokine Superfamily Revisited”. 《Immunity》 (영어) 36 (5): 705–716. doi:10.1016/j.immuni.2012.05.008. ISSN 1074-7613. PMC 3396424. PMID 22633458.
9. ↑  Xie, Jenny H.; Nomura, Naomi; Lu, Min; Chen, Shiow-Ling; Koch, Greg E.; Weng, Youmin; Rosa, Raymond; Di Salvo, Jerry; Mudgett, John (2003년 6월). “Antibody-mediated blockade of the CXCR3 chemokine receptor results in diminished recruitment of T helper 1 cells into sites of inflammation”. 《Journal of Leukocyte Biology》 73 (6): 771–780. doi:10.1189/jlb.1102573. ISSN 0741-5400. PMID 12773510.
10. ↑  Ono, Santa Jeremy; Nakamura, Takao; Miyazaki, Dai; Ohbayashi, Masaharu; Dawson, Maria; Toda, Masako (2003년 6월 1일). “Chemokines: Roles in leukocyte development, trafficking, and effector function”. 《Journal of Allergy and Clinical Immunology》 (영어) 111 (6): 1185–1199. doi:10.1067/mai.2003.1594. ISSN 0091-6749. PMID 12789214.
11. ↑  Fernandez, Elias J.; Lolis, Elias (2002년 4월 1일). “Structure, Function, and Inhibition of Chemokines”. 《Annual Review of Pharmacology and Toxicology》 42 (1): 469–499. doi:10.1146/annurev.pharmtox.42.091901.115838. ISSN 0362-1642. 2022년 4월 24일에 원본 문서에서 보존된 문서. 2022년 4월 24일에 확인함.
12. ↑  Laing, Kerry J.; Secombes, Christopher J. (2004년 5월 3일). “Chemokines”. 《Developmental and Comparative Immunology》 28 (5): 443–460. doi:10.1016/j.dci.2003.09.006. ISSN 0145-305X. PMID 15062643.
13. ↑  Villeda, Saul A.; Luo, Jian; Mosher, Kira I.; Zou, Bende; Britschgi, Markus; Bieri, Gregor; Stan, Trisha M.; Fainberg, Nina; Ding, Zhaoqing (2011년 8월 31일). “The ageing systemic milieu negatively regulates neurogenesis and cognitive function”. 《Nature》 477 (7362): 90–94. doi:10.1038/nature10357. ISSN 1476-4687. PMC 3170097. PMID 21886162.
14. ↑  Kroczek, Richard; Henn, Volker (2012). “The Role of XCR1 and its Ligand XCL1 in Antigen Cross-Presentation by Murine and Human Dendritic Cells”. 《Frontiers in Immunology》 3. doi:10.3389/fimmu.2012.00014/full. ISSN 1664-3224.
15. ↑  Yoshida, Tetsuya; Imai, Toshio; Kakizaki, Mayumi; Nishimura, Miyuki; Takagi, Shin; Yoshie, Osamu (1998년 6월). “Identification of Single C Motif-1/Lymphotactin Receptor XCR1”. 《Journal of Biological Chemistry》 (영어) 273 (26): 16551–16554. doi:10.1074/jbc.273.26.16551.
16. 1 2  Murdoch, C.; Finn, A. (2000년 5월 15일). “Chemokine receptors and their role in inflammation and infectious diseases”. 《Blood》 95 (10): 3032–3043. ISSN 0006-4971. PMID 10807766.
17. ↑  Cocchi, Fiorenza; DeVico, Anthony L.; Garzino-Demo, Alfredo; Arya, Suresh K.; Gallo, Robert C.; Lusso, Paolo (1995년 12월 15일). “Identification of RANTES, MIP-1α, and MIP-1β as the Major HIV-Suppressive Factors Produced by CD8 + T Cells”. 《Science》 (영어) 270 (5243): 1811–1815. doi:10.1126/science.270.5243.1811. ISSN 0036-8075.
18. ↑  von Recum, Horst A; Pokorski, Jonathan K (2013년 5월). “Peptide and protein-based inhibitors of HIV-1 co-receptors”. 《Experimental biology and medicine (Maywood, N.J.)》 238 (5): 442–449. doi:10.1177/1535370213480696. ISSN 1535-3702. PMC 3908444. PMID 23856897.
19. ↑  Garzino-Demo, Alfredo; Moss, Ronald B.; Margolick, Joseph B.; Cleghorn, Farley; Sill, Anne; Blattner, William A.; Cocchi, Fiorenza; Carlo, Dennis J.; DeVico, Anthony L. (1999년 10월 12일). “Spontaneous and antigen-induced production of HIV-inhibitory β-chemokines are associated with AIDS-free status”. 《Proceedings of the National Academy of Sciences of the United States of America》 96 (21): 11986–11991. ISSN 0027-8424. PMID 10518563.